# BTG2
Белок BTG2 (англ. Protein BTG2 also known as BTG family member 2 or NGF-inducible anti-proliferative protein PC3 or NGF-inducible protein TIS21) — белок, кодируемый у человека геном BTG2 и у других млекопитающих — его гомологом Btg2. Этот белок управляет прогрессированием клеточного цикла и экспрессией пронейральных генов, выступая в качестве транскрипционного корегулятора, усиливающего или ингибирующего активность факторов транскрипции.
Белок BTG2 — человеческий гомолог белка РС3 крысы и белка Tis21 мыши. Tis21 был изначально выделен в виде последовательности индуцированных TPA мышиных фибробластов, затем, как РС3, был первоначально выделен в виде последовательности индуцированных нейронов в начале дифференциации; BTG2 был выделен в клетках человека, в виде последовательности, индуцированной p53 и повреждением ДНК.
Белок, кодируемый геном BTG2 (официальное название PC3/Tis21/BTG2) является членом семейства BTG/Tob (которое включает шесть белков BTG1, BTG2/ПК3/Tis21, BTG3/ANA, BTG4/PC3B, Tob1/Тоb и Tob2). Это семейство структурно родственных белков, которые используются для обретения антипролиферативных свойств. В частности, белок BTG2, как было выявлено, негативно управляет контрольной точкой клеточного цикла при перехода из фазы G1 к фазе S в фибробластах и нервных клетках путём прямого ингибирования активности промотора циклин D1.

## Регулятор дифференциации нейронов
Ряд исследований in vivo показали, что экспрессия BTG2 ассоциирована с нейрогенным асимметричным делением в нейронных клетках предшественников. Кроме того, при непосредственном избытке экспрессии in vivo в нейронных клетках предшественников, BTG2 вызывает их дифференцировку. В самом деле, клетки нейронов РС12 линии BTG2 не в состоянии для себя самих вызвать дифференцировку, но лишь затем, чтобы объединиться с NGF, в то время как BTG2 in vivo полностью в состоянии индуцировать дифференцировку клеток-предшественников, то есть во время эмбрионального развития в нейробласте нервной трубки и в гранулах мозжечка предшественников, а также у взрослых — клеток-предшественников в зубчатой извилине и субвентрикулярной зоне. Следует отметить, что, как недавно было выявлено у нокаутных мышей, BTG2 имеет важное значение для дифференцировки новых нейронов с помощью BTG2.
Таким образом, BTG2 пан-нейронный ген, необходимый для развития нового нейрона, генерируемого во взрослом возрасте в двух нейрогенных регионах мозга взрослого человека, то есть, в гиппокампе и субвентрикулярной зоне. Такая потребность в BTG2 при нейронном созревании согласуется с тем, что в ходе развития мозга BTG2 экспрессируется в пролиферирующих нейробластах желудочковой зоны нервной трубки и в меньшей степени в дифференцированных нейробластах зоны мантии; постнатально он экспрессируется в мозжечке предшественников, главным образом, в пролиферирующих регионах нейропителия (то есть, во внешнем гранулированном слое) и в гиппокампе, в пролиферирующих и дифференцирующих клетках предшественников.
Продифференцирующие действия BTG2, по-видимому как следствие, проявляются не только в ингибировании клеточного цикла, но и в BTG2-зависимой активации генов в пронейральных нейронных клетках предшественников. На самом деле, BTG2 активизирует пронейральные гены, связанные с промотором ID3, ключевым ингибитором активности пронейральных генов, и отрицательно регулирующим их активность.
BTG2 является транскрипционным кофактором, учитывая, как было выявлено, что связывание и регулирование промоторов (не только ID3, но и циклина D1 и RAR-β), является частью задач транскрипционных комплексов. Интересно, что, когда дифференцировка новых нейронов гиппокампа — области мозга, важной для обучения и памяти — либо ускоряется либо замедляется с помощью гиперэкспрессии или удаления BTG2, соответственно, пространственная и контекстуальная память в значительной степени изменяется. Это говорит о том, что время, проводимое молодыми нейронами в различных состояниях дифференцировки нейронов, имеет решающее значение для их конечной функции в процессах обучения и памяти и что BTG2 может играть роль в сроках рекрутирования нового нейрона в схемах памяти.
В заключение, основное действие Btg2 нейронных клеток предшественников в зубчатой извилине и субвентрикулярной зоне взрослого нейрогенеза — положительный контроль их терминальной дифференцировки. В отличие от этого, BTG1, ближе к гомологу Btg2, по-видимому, негативно регулирует пролиферацию стволовых клеток в зубчатой извилине и субвентрикулярной зоне, поддерживая в неподвижности пул стволовых клеток, сохраняя его от разрушения.

## Супрессор медуллобластомы
BTG2, как было выявлено, ингибирует медуллобластому, очень агрессивную опухоль мозжечка, путём ингибирования пролиферации и вызывая дифференцировку предшественников нейронов мозжечковых гранул. Эта было продемонстрировано путём гиперэкспрессии BTG2 в мышиной модели медуллобластомы, полученной активацией пути Sonic Hedgehog (гетерозиготного для гена Patched1). В последнее время было выявлено, что абляция BTG2 значительно повышает при медуллобластоме частоту ингибирования миграции предшественников нейронов мозжечковых гранул. Это нарушение миграции предшественников нейронов мозжечковых гранул заставляет их оставаться на поверхности мозжечка, где они продолжают размножаться, становясь мишенью трансформированных инсультов. Нарушение миграции предшественников нейронов мозжечковых гранул (опорных точек) зависит от ингибирования экспрессии хемокинов CXCL3 вследствие абляции BTG2. В самом деле, транскрипция CXCL3 непосредственно регулируется BTG2 и CXCL3 способен клеточно-автономно индуцировать миграцию предшественников мозжечковых гранул. Примечательно, что лечение с CXCL3 уменьшает площадь поражений медуллобластомы. Таким образом, CXCL3 является потенциальной возможностью для терапии медуллобластомы.

## Взаимодействия
BTG2, как было выявлено, взаимодействует с PRMT1, HOXB9, CNOT8 и HDAC1 и HDAC4.